# Juin 1885

## Événements
- Juin - juillet : début de l'insurrection islamique au Sénégal de Mamadou Lamine Dramé.

- 1er juin : traité entre la Grande-Bretagne et le Sokoto.

- 3 juin, Canada : bataille de Loon Lake. Les Indiens doivent capituler à leur tour après quelques pillages et massacres de blancs et doivent accepter le régime des réserves.

- 4 juin (Espagne) : Práxedes Mateo Sagasta forme le parti libéral dont le programme s’articule autour de la réforme de la Constitution de 1876 et de la reconnaissance de diarchie Cortès-roi comme dépositaire de la souveraineté nationale.

- 6 juin : les Britanniques établissent un protectorat sur les districts qui longent le cours du Niger.

- 9 juin : par le second traité de Tianjin, la Chine renonce à sa souveraineté sur le Viêt Nam où Paris a désormais les mains libres et peut exercer son protectorat. De plus, les Français obtiennent le libre commerce en Chine méridionale. Fin de la Guerre franco-chinoise. Le protectorat français sur le Tonkin est reconnu par la Chine et la France renonce à la conquête de Taïwan.
- 10-14 juin : premiers accrochages entre Samory Touré et les troupes françaises à Niagassola sur la rive gauche du Niger. Les Français du commandant Combes doivent se replier. Samori mène une campagne contre le royaume du Kenedugu, et assiège sa capitale Sikasso pendant quinze mois. Il doit lever le siège en 1887 après avoir subi de lourdes pertes.
- 14 juin : début du ministère conservateur du Robert Cecil, marquis de Salisbury, Premier ministre du Royaume-Uni (fin en 1886). Randolph Churchill participe au gouvernement.
  - Le parti irlandais pour le Home Rule de Parnell monnaye son soutien aux conservateurs, plus enclins à faire des concessions que les libéraux, ce qui leur permet d’accéder au pouvoir.

- 21 juin : par décret, le protectorat français sur la Tunisie sera exercé par le résident général qui contrôlera le bey.

- 22 juin : mort du Mahdi dans des conditions mystérieuses. Son fils et lieutenant (Khalifa) Abd Allah (Abdallahi ibn Muhammad, 1846-1899) prend le pouvoir, maintient l’unité du Soudan, bat les Éthiopiens mais ne peut envahir l’Égypte.

- 27 juin :
  - Parution de la nouvelle Extrait du journal d'un idéaliste
  - Création de la commune de La Mulatière
  - William Pleydell-Bouverie est nommé Treasurer of the Household

## Naissances
- 5 juin : Georges Mandel, homme politique français († 7 juillet 1944).

- 7 juin : Władysław Baranowski, journaliste et homme politique polonais († 1939).
- 20 juin : Allan Riverstone McCulloch, zoologiste australien († 1er septembre 1925).
- 27 juin :
  - H. M. Walker (mort le 23 juin 1937), scénariste américain
  - Pierre Montet (mort le 18 juin 1966), égyptologue français
  - Arthur Lismer (mort le 23 mars 1969), peintre britannique
  - Guilhermina Suggia (morte le 30 juillet 1950), violoncelliste portugaise
  - Charlotte Phoyeu (morte le 21 février 1956), écrivain française

## Décès
- 8 juin : Ignace Bourget, évêque de Montréal.
- 27 juin : 
  - Vicente Cerna Sandoval (né le 22 janvier 1815), président du Guatemala
  - Louise Thérèse de Montaignac (né le 14 mai 1820), fondatrice de la Congrégation des Oblates du Cœur de Jésus